# Iris Nieland
Iris Nieland (* 20. Juni 1960 in Dortmund) ist eine deutsche Politikerin (AfD). Seit 2025 ist sie Mitglied des Deutschen Bundestages. Zuvor war sie von 2016 bis 2025 Abgeordnete im Landtag Rheinland-Pfalz.

## Leben
Nieland war als Bankkauffrau in Rheinland-Pfalz tätig. Ihr gelang bei der Landtagswahl in Rheinland-Pfalz 2016 der Einzug als Abgeordnete in den Landtag Rheinland-Pfalz. Bei der Landtagswahl in Rheinland-Pfalz 2021 gelang ihr der Wiedereinzug.
Bei der Bundestagswahl 2025 kandidierte Nieland im Bundestagswahlkreis Pirmasens und auf Platz sechs der AfD-Landesliste. Sie zog über die Landesliste in den Deutschen Bundestag ein. Im Zuge dessen legte sie ihr Landtagsmandat nieder; für sie rückte Eugen Ziegler in den Landtag nach.
Laut einem Gutachten des Bundesamts für Verfassungsschutz hat Nieland 2020 auf Facebook einen Beitrag des AfD-Abgeordneten Damian Lohr geteilt, der wiederum auf einen Bericht der Webseite von „Ein Prozent“ verwiesen habe, einem Verein zur Vernetzung von Initiativen, den der Verfassungsschutz als rechtsextremen Verdachtsfall einstuft. Das BfV listet zudem Nielands unterstützende Haltung für das ebenfalls beobachtete „Institut für Staatspolitik“ des neurechten Vordenkers Götz Kubitschek auf.
Nieland lebt in Altleiningen.